# Buhehe
Buhehe es un subcondado ubicado en la región Oriental de Uganda. 

## Superficie
Posee una superficie de 54,94 kilómetros cuadrados.

## Población
Hasta 2020 presentaba una población de 23 600 habitantes, con una densidad de población de 429,6 habitantes por kilómetro cuadrado. De ellos 11 500 correspondían a hombres (48,7%) y 12 100 mujeres (51,3%).

## Clima
| Climograma de Buhehe | Climograma de Buhehe | Climograma de Buhehe | Climograma de Buhehe | Climograma de Buhehe | Climograma de Buhehe | Climograma de Buhehe | Climograma de Buhehe | Climograma de Buhehe | Climograma de Buhehe | Climograma de Buhehe | Climograma de Buhehe |
| --- | -------------------- | -------------------- | -------------------- | -------------------- | -------------------- | -------------------- | -------------------- | -------------------- | -------------------- | -------------------- | -------------------- |
| E | F                    | M                    | A                    | M                    | J                    | J                    | A                    | S                    | O                    | N                    | D                    |
| 46 29 17 | 60 30 17             | 167 29 17            | 296 26 16            | 261 26 16            | 158 25 15            | 105 26 14            | 174 26 14            | 297 27 15            | 217 27 13            | 227 26 15            | 173 30 14            |
| temperaturas en °C • totales de precipitación en mm |                      |                      |                      |                      |                      |                      |                      |                      |                      |                      |                      |
| Conversión sistema imperial\| E \| F \| M \| A \| M \| J \| J \| A \| S \| O \| N \| D \| \| 1.8 84 63 \| 2.4 86 63 \| 6.6 84 63 \| 12 79 61 \| 10 79 61 \| 6.2 77 59 \| 4.1 79 57 \| 6.9 79 57 \| 12 81 59 \| 8.5 81 55 \| 8.9 79 59 \| 6.8 86 57 \| \| temperaturas en °F • totales de precipitación en pulgadas \| \| \| \| \| \| \| \| \| \| \| \| |                      |                      |                      |                      |                      |                      |                      |                      |                      |                      |                      |
| E | F                    | M                    | A                    | M                    | J                    | J                    | A                    | S                    | O                    | N                    | D                    |
| 1.8 84 63 | 2.4 86 63            | 6.6 84 63            | 12 79 61             | 10 79 61             | 6.2 77 59            | 4.1 79 57            | 6.9 79 57            | 12 81 59             | 8.5 81 55            | 8.9 79 59            | 6.8 86 57            |
| temperaturas en °F • totales de precipitación en pulgadas |                      |                      |                      |                      |                      |                      |                      |                      |                      |                      |                      |

| E                                                         | F         | M         | A        | M        | J         | J         | A         | S        | O         | N         | D         |
| 1.8 84 63                                                 | 2.4 86 63 | 6.6 84 63 | 12 79 61 | 10 79 61 | 6.2 77 59 | 4.1 79 57 | 6.9 79 57 | 12 81 59 | 8.5 81 55 | 8.9 79 59 | 6.8 86 57 |
| temperaturas en °F • totales de precipitación en pulgadas |           |           |          |          |           |           |           |          |           |           |           |